# حادثه شاتل فضایی کلمبیا
حادثهٔ شاتل فضایی کلمبیا (انگلیسی: Space Shuttle Columbia disaster) یک حادثهٔ مرگبار در برنامهٔ فضایی ایالات متحده آمریکا بود که در ۱ فوریهٔ سال ۲۰۰۳ اتفاق افتاد. این حادثه زمانی رخ داد که شاتل فضایی کلمبیا با وارد شدن به جو زمین متلاشی، و ۷ سرنشین آن نیز کشته شدند. این حادثه، دومین حادثهٔ مرگبار در برنامهٔ شاتل‌های فضایی بود. نخستین حادثه مربوط به شاتل فضایی چلنجر بود که در سال ۱۹۸۶، بلافاصله پس از پرتاب متلاشی‌شد. این سانحه باعث به تعویق افتادن سفرهای فضایی شاتل‌های ناسا تا ژوئن ۲۰۰۵ میلادی شد. تحقیقات سال ۲۰۱۴ ناسا در رابطه با این فاجعه مشخص کرد که سرنشینان، چند لحظه قبل از متلاشی‌شدن شاتل فضایی، بر اثر برون‌جوش و باروتروما شدید کشته شده‌بودند.
همچنین خدمه پیش از حادثه توانستند حدود نه دقیقه به صورت ویدئو کنفرانس با مرکز عملیات در ارتباط باشند که حادثه در پایان آن رخ داد.

## علت حادثه

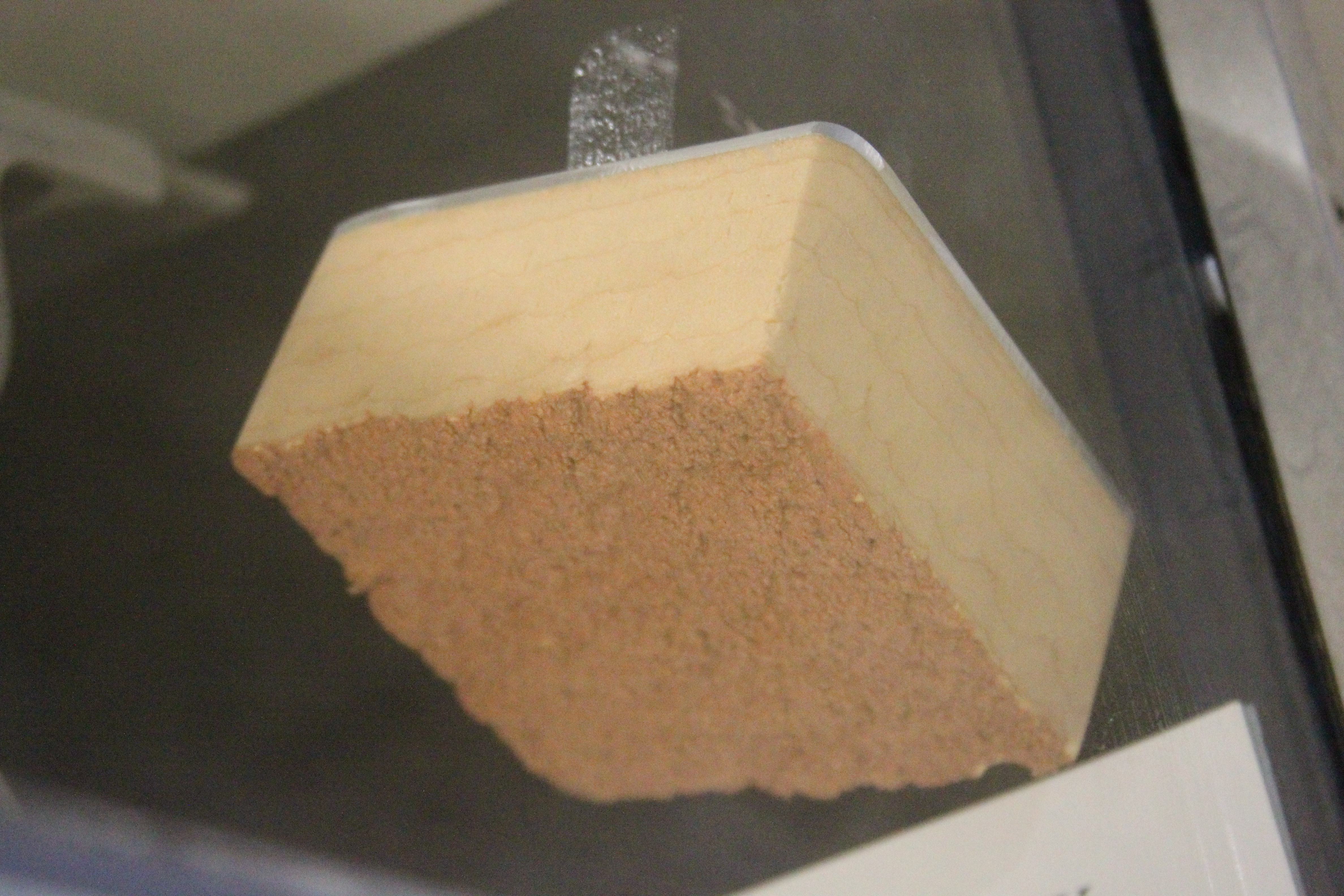
نمونه ای از فوم مخزن خارجی شاتل فضایی

هنگام پرتاب شاتل به فضا، قطعه‌ای ۷۵۰ گرمی از فوم محافظ حرارتی مخزن خارجی شاتل فضایی شاتل کنده شد و به موزاییک کامپوزیت کربن-کربن عایق حرارت بال چپ اصابت کرد. برخورد این قسمت باعث ایجاد شکافی در لبه حمله بال شد و هنگام بازگشت به زمین و در جو که شاتل با گرمای زیادی روبرو بود، دمای زیاد و گازهای گرم باعث شکسته شدن بال از داخل و در نتیجه تکه‌تکه شدن شاتل شد.

Footage of the debris strike at T+81.9 seconds

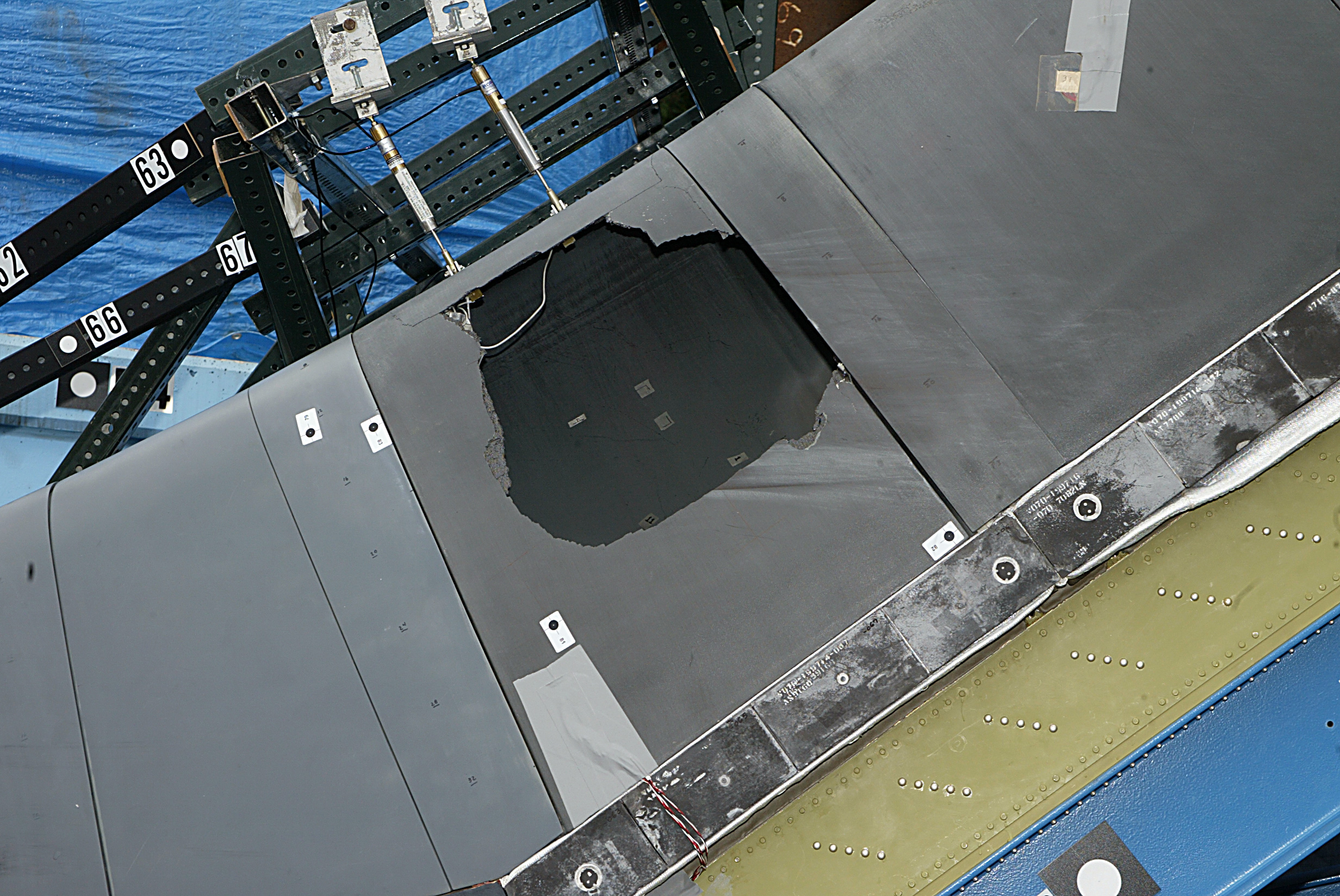
آزمایش پرتاب فوم به ماکت بال چپ. کاشی سرامیکی کامپوزیت کربن-کربنی مورد آزمایش از یک شاتل دیگر گرفته شده که سابقه پرواز مشابهی با کاشی دخیل در سانحه داشته‌است.

بررسی فیلم‌ها و عکس‌های پرتاب شاتل، نگرانی‌هایی را در مورد امکان آسیب رساندن این فومها به شاتل در میان مهندسان ایجاد کرده بود و حتی برخی تلاش کرده بودند که از وزارت دفاع آمریکا (فرماندهی راهبردی ایالات متحده آمریکا) خواسته شود تا عکس‌هایی را از شاتل در حال گردش مداری تهیه کند، اما مدیران ناسا که نگران ایجاد تأخیر در نتیجه مانورهای مورد نیاز برای عملیات عکسبرداری بودند با این عملیات مخالفت کرده بودند.

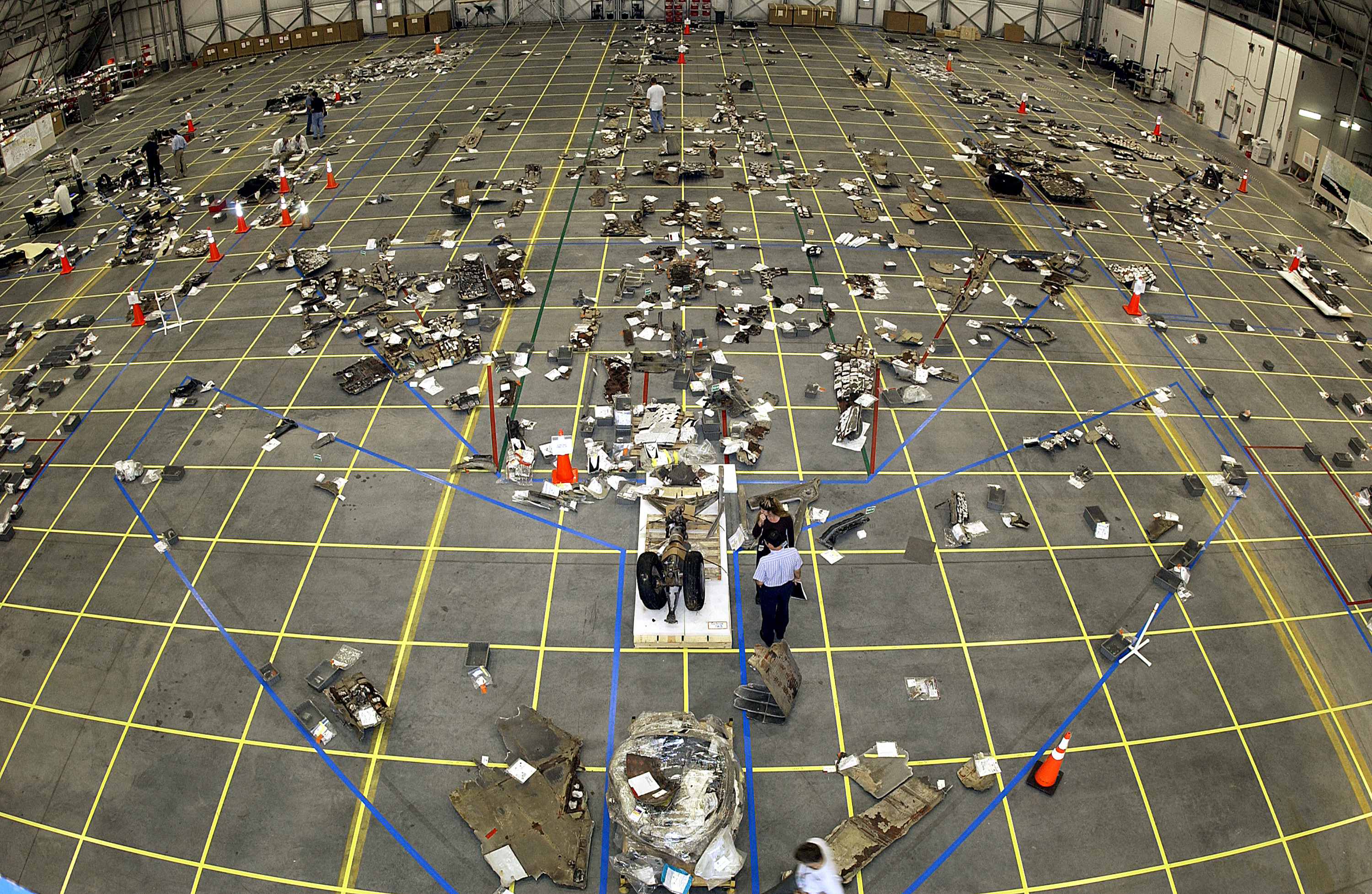
قطعات پیداشده از لاشه کلمبیا

در فضاپیمای کلمبیا امکانی برای انجام تعمیرات فضایی در حین گردش مداری وجود نداشت. برخی معتقدند که در صورت کشف آسیب دیدگی موزاییک عایق این امکان بود که فضاپیمای آتلانتیس که در حال آماده‌سازی برای مأموریت عادی اس‌تی‌اس-۱۱۴ بود، سریعاً پرتاب شود و در کنار کلمبیا پهلو بگیرد و فضانوردان کلمبیا را با راهپیمایی فضایی به آن منتقل کنند. استفاده از ایستگاه فضایی بین‌المللی امکانپذیر نبود، زیرا سوخت کلمبیا برای رسیدن به مدار ایستگاه فضایی بین‌المللی کافی‌نبود.
جداشدن فوم از مخزن سوخت خارجی، چندین بار در ماموریت‌های پیشین ناسا نیز اتفاق افتاده بود و معمولاً جداشدن و برخورد فوم و یخ از تانکر خارجی منجر به صدمه دیدن کاشی‌های عایق حرارتی شاتل می‌شد، اما از آنجاکه فضاپیماهای پیشین بدون حادثه از سفر فضایی برگشته بودند، مدیریت ناسا به بررسی و پیشگیری جدی این مشکل نپرداخته بود.

## نگارخانه

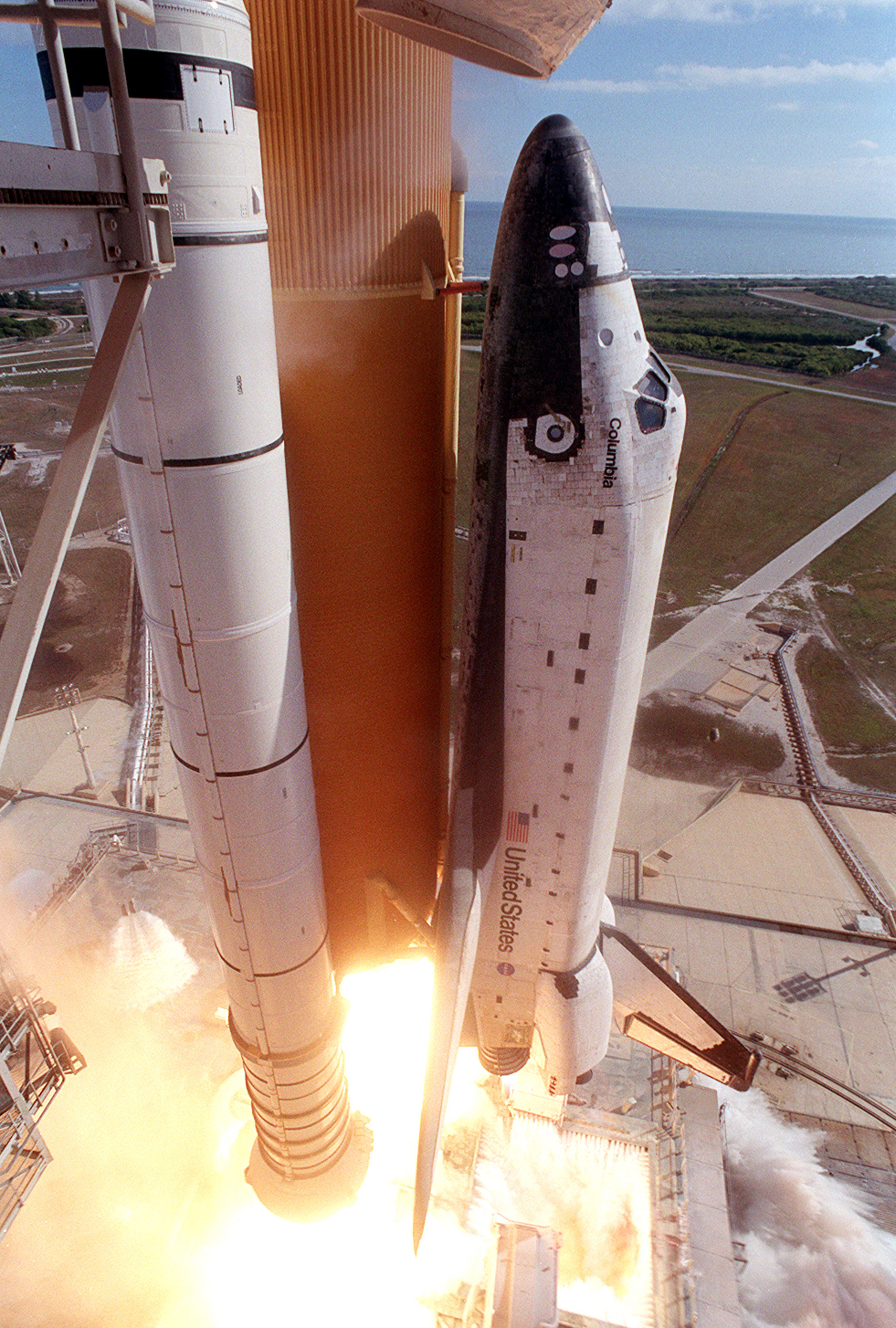
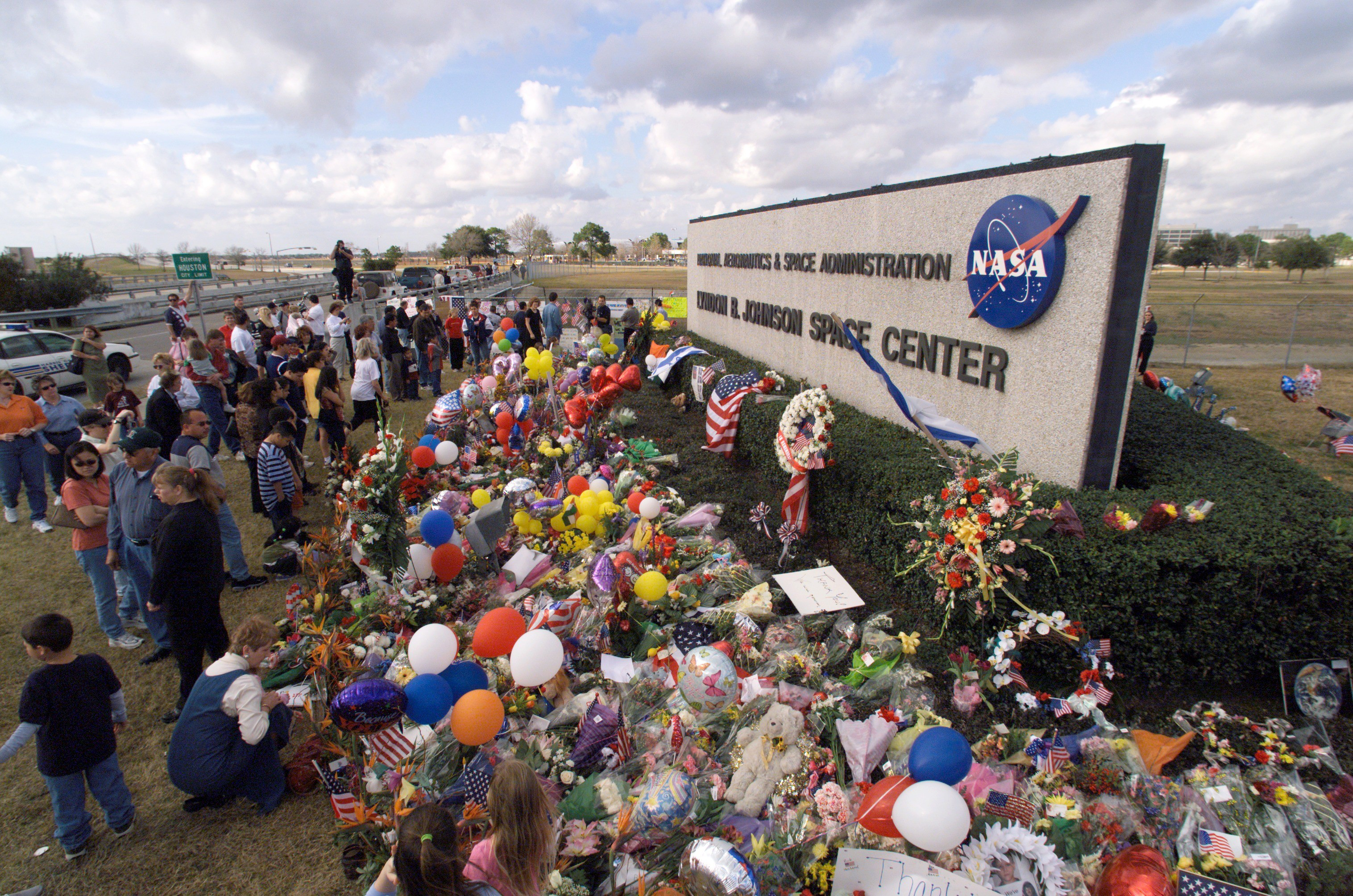
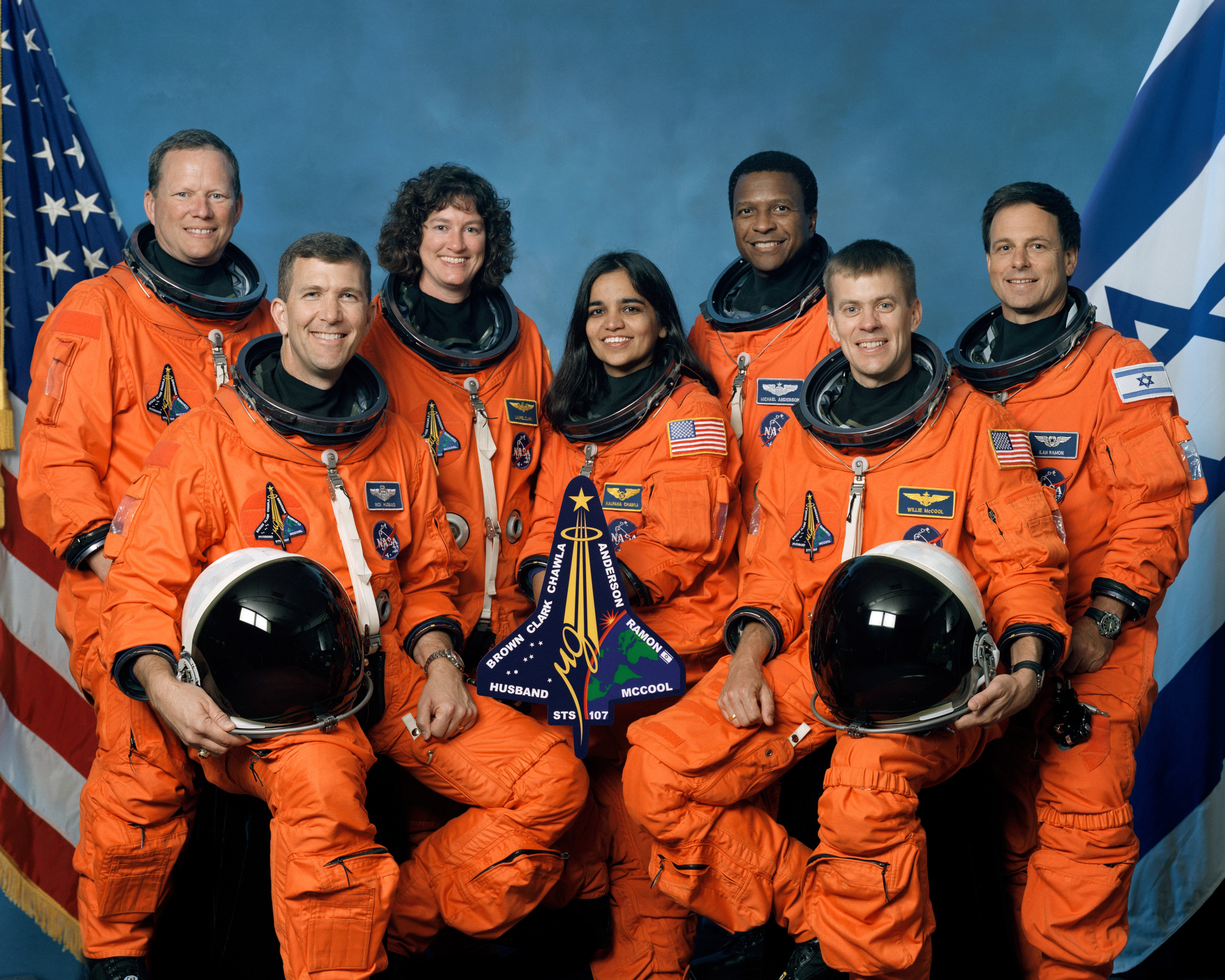